# MicroRNA

Diagram of miRNA action with mRNA

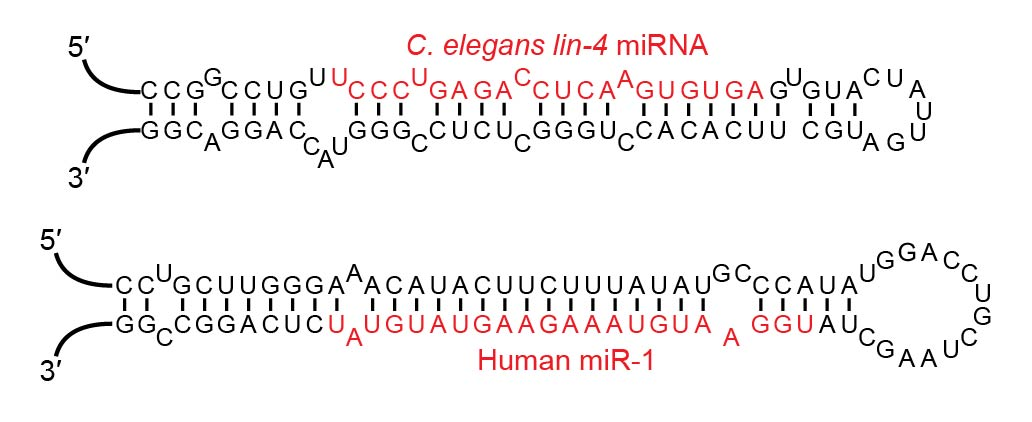
Examples of miRNA stem-loops, with the mature miRNAs shown in red

마이크로RNA(영어: microRNA, miRNA)는 식물, 동물, 바이러스 등에서 발견되는, 약 22개의 뉴클레오타이드로 구성된 작은 비발현 RNA 분자로, RNA 침묵과 전사 이후의 유전자 발현 조절 등의 기능을 한다. 마이크로RNA는 식물과 동물 등 진핵 생물의 핵에 있는 DNA와, 게놈이 DNA에 기초한 특정 바이러스에 있는 바이러스성 DNA에 의해 암호화되면서, mRNA 분자에 있는 상호보완적인 염기쌍을 통해 기능을 한다. 그 결과, 이 mRNA 분자들은 하나 이상의 다음 과정들에 의해 침묵된다.
1. mRNA 가닥이 두 개의 조각으로 분리,
2. mRNA의 폴리 A꼬리의 축소를 통한 불안정화
3. mRNA의 리보솜에 의한 덜 효율적인 번역[4][5]

마이크로RNA는 짧은 헤어핀을 형성하기 위해 스스로 꺾여 접히는 RNA 전사체의 영역으로부터 나온 마이크로RNA를 제외하고는 간섭 RNA(RNAi)경로의 작은 간섭 RNA(siRNA)와 유사하고, 반면 siRNA는 이중가닥 RNA의 더 긴 영역으로부터 나온다. 인간의 게놈은 아마 많은 포유류의 세포에 풍부한 마이크로RNA를 약 1000개 이상 암호화하며, 그것들은 인간과 다른 포유류의 유전자의 약 60%를 표적으로 할 것이다.
마이크로RNA는 식물과 동물 모두에서 잘 보존되며, 필수적이고 진화적인 고대 유전자 조절 요소로 여겨진다. 마이크로RNA 경로의 핵심 요소는 식물과 동물 사이에서 보존되지만, 각각의 마이크로RNA 레퍼토리는 다른 주요 활성 방식으로 독립적으로 나타난다. 식물의 마이크로RNA는 주로 그들의 표적 mRNA와 거의 완벽한 쌍을 이루는데, 이것은 표적 전사체의 분리를 통해 유전자를 억제한다. 반대로, 동물의 마이크로RNA는 5‘말단에 있는 6~8개 정도의 적은 뉴클레오타이드를 써서 그들의 표적을 인식할 수 있다. 결합 조절은 동물의 마이크로RNA 조절의 특징이다. 하나의 마이크로RNA는 수백 가지의 다른 표적 mRNA를 조절하고, 하나의 표적은 다수의 마이크로RNA에 의해 조절될 것이다.

## 역사
마이크로RNA는 1993년에 Victor Ambros, Rosalind Lee, Rhonda Feinbaum가 예쁜 꼬마선충의 유충의 성장을 조절하는 lin-4 유전자를 연구하던 중에 처음 발견되었다. 그들은 lin-4 유전자를 격리시켰을 때, 단백질을 암호화하는 mRNA를 생산하는 대신에 암호화되지 않은 RNA를 생산해내는 것을 발견하였고, 그것들 중 하나는 lin-14 mRNA의 3‘ UTR에 있는 많은 순서에 대해 부분적으로 상보적인 순서를 포함한 22개 뉴클레오타이드의 RNA였다. 이 상보적 상태는 lin-14 mRNA가 LIN-14 단백질로 번역되는 것을 막게끔 했다. 당시에는 작은 lin-14 RNA가 선충의 특이한 성질로 여겨졌다. 2000년이 되어서야 두 번째 작은 RNA가 특징지어졌는데, 그것은 예쁜 꼬마선충의 나중에 있을 성장 상의 변화를 증진하기 위해 lin-41을 억제하는 let-7 RNA였다. let-7 RNA는 곧 많은 종들에서 보존되는 것으로 발견되었고, let-7 RNA를 비롯한 더 많은 st RNA가 인간을 포함한 다양한 동물의 성장 시점을 조절할 것이라는 제안에 이르렀다. 일 년 후에, lin-4와 let-7 RNA는 예쁜 꼬마선충, 초파리, 사람의 세포에 존재하는 작은 RNA들의 매우 큰 분류의 일부로 여겨졌다. 새롭게 발견되는 이러한 분류의 많은 RNA는 그들의 발현 패턴이 주로 성장 시점을 조절하는 역할에서 일관성이 없다는 것을 제외하고는 lin-4와 let-7과 유사했다. 이 시점에서 연구자들은 이러한 작은 조절 RNA의 분류를 지칭하기 위해 “마이크로 RNA”라는 용어를 처음 사용했다.

## RNA-induced silencing complex
miRNA는 RNA 발현의 억제에 관여한다. 이런 유전자 침묵은 miRNA가 mRNA를 퇴화시키거나 mRNA가 전사되는 것을 억제함으로써 이루어진다.

## 같이 보기
- 중합효소 연쇄 반응